# Silvan Widmer
Silvan Dominic Widmer (* 5. März 1993 in Aarau) ist ein Schweizer Fussballspieler. Er kann in der Abwehr und im Mittelfeld eingesetzt werden. Der Schweizer Nationalspieler steht beim 1. FSV Mainz 05 unter Vertrag.

## Karriere

### Verein
Seine Juniorenzeit verbrachte Silvan Widmer beim SV Würenlos, beim FC Baden und beim FC Aarau. Sein Debüt für den FC Aarau in der Challenge League gab er am 1. Spieltag der Saison 2011/12 am 23. Juli 2011 gegen den FC Winterthur. Das erste Tor gelang ihm am 13. Spieltag beim 2:2-Unentschieden gegen den FC St. Gallen, in der 54. Spielminute mit einem Kopfballtor.
2012 unterschrieb Widmer beim FC Granada, blieb aber vorläufig mittels Leihvertrag beim FC Aarau, der in jener Saison den Aufstieg in die Super League realisierte. 2013 wechselte er zu Udinese Calcio, bei denen er schnell zum Stammspieler wurde.
Zur Saison 2018/19 wechselte Widmer in die Super League zum FC Basel, bei dem er einen Vierjahresvertrag unterzeichnete. Nach 117 Pflichtspielen auf nationaler und internationaler Ebene schloss er sich zur Saison 2021/22 dem deutschen Bundesligisten Mainz 05 an. In seiner ersten Saison für Mainz kam er auf 33 Einsätze in der Liga. Zur Bundesligasaison 2022/23 wurde Widmer von Cheftrainer Bo Svensson zum neuen Mannschaftskapitän ernannt. Sein Vertrag läuft bis 2026. Zu Beginn der Saison 2023/24 verletzte sich Widmer am Sprunggelenk und kam erst am 12. Spieltag zu seinem ersten Einsatz.

### Nationalmannschaft
Am 14. Oktober 2014 debütierte Widmer beim EM-Qualifikationsspiel gegen San Marino für die Schweizer Fussballnationalmannschaft. Für die Europameisterschaft 2016 in Frankreich stand er im vorläufigen Kader, wurde jedoch für die Endrunde nicht berücksichtigt. Für die Europameisterschaft 2021 und die Weltmeisterschaft 2022 wurde er ins Nati-Kader berufen.